# Панорама (новине)
Панорама су биле илустроване новине, које су излазиле у периоду од 1935. до 1941. у Београду. Имале су едукативан и забаван карактер и пратиле су све домаће и светске актуелности.
Власник је био Анат Ивановић, а уредници С.М. Палежински и  Ст. Пејић. Уредништво, администрација и огласно одељење налазило се на Обилићевом венцу број 5 у Београду. Панорама је излазила сваке суботе, а штампу је вршило Издавачко предузеће Народна Просвета. Претплата за три месеца износила је 10 динара, а за иностранство 26 динара. Цена појединачног броја износила је један динар.